# Rebecca-Mythos
Unter dem Begriff Rebecca-Mythos versteht man die Erhöhung und Verklärung eines früheren Gruppenmitgliedes zu Lasten seines Nachfolgers. Es wird etwa der Vorgänger in einer Liebesbeziehung, ein früherer Vorgesetzter am Arbeitsplatz oder ein früherer Klassenlehrer im Rückblick dergestalt erhöht, dass deren Nachfolger vor diesem Hintergrund keine realistische Anerkennung und Wertschätzung erfahren können.
Der Begriff leitet sich her aus Daphne du Mauriers Roman Rebecca. Hierin erzählt die Schriftstellerin die Geschichte einer jungen Frau, die einen Witwer geheiratet hat und sich ständig mit dessen verstorbener Frau Rebecca vergleicht, was die neue Beziehung nahezu verunmöglicht. Die ständige Wiederholung dieser Überhöhung gestaltet die Vorgängerin zum übermächtigen Mythos und gefährdet so die Beziehung ihrer Nachfolgerin.
Der Sozialwissenschaftler Alvin W. Gouldner verwendete den Begriff in seinen industriesoziologischen Untersuchungen.
Sozialpsychologisch stellt der Rebecca-Mythos zwar kein zentrales Handlungsaxiom dar, ist aber in der Verallgemeinerung als Verklärung von Vergangenheit im Allgemeinen und der emotional positiv besetzten Erinnerung an frühere Ereignisse, Erfahrungen und Erlebnisse aus wissenschaftssystematischer Sicht für jede handlungsbezogene Theorie mittlerer Reichweite bedeutsam.